# Michel-Charles Le Cène
Michel-Charles Le Cène (1684–1743) byl francouzský hudební vydavatel a knihtiskař období baroka. Jeho amsterdamská dílna otiskla první vydání skladeb tehdejších autorů Vivaldiho, Geminianiho, Händela, Quantze, Tartiniho, Telemanna, Locatelliho a dalších.